# عقلة الصقور
عقلة الصقور هي مدينة سعودية والمركز الإداري لمحافظة عقلة الصقور التابعة لمنطقة القصيم .

## سبب التسمية
(العقلة) هي البئر القريبة الماء والقصيرة الرشاء أخذت تسميتها من كونها يمكن أن يستقى بها بعقال (البعير) وسميت عقلة الصقور بهذا الاسم لقرب مائها من وجه الأرض والصقور نسبة إلى الصقور من قبيلة عنزة الشهيرة. وقد نزل في عقلة الصقور قبيلة الشعب من حرب وكبيرهم بدر الشطير وكانت حين نزلها ماءً لا زرعة فيه فغرسها هو وجماعته وخلفه على إمارتها ابنه صنهات بن بدر الشطير حيث أقطعه إياها عبد العزيز آل سعود في شهر شوال عام 1345هـ / 1927م  ثم خلفه على إمارتها عام 1405هـ ابنه متعب بن صنهات الشطير حتى توفي عام 1425هـ فخلفه أخوه جاسر بن صنهات الشطير حتى تقاعد عام 1439هـ فخلفه ابن أخيه سعد بن متعب بن صنهات الشطير إلى الآن، وفي التسعينات الهجرية عندما كان الأمير فهد بن محمد أميراً لمنطقة القصيم تم استحداث مركز إداري يبعد عن مركز هجرة عقلة الصقور ما يقارب 6 كيلومترات وسمّي بمركز عقلة الصقور وتم ربط المراكز القريبة به ومن ضمنها مركز هجرة عقلة الصقور الذي يتولى ولا زال أغلب ما يخص عقلة الصقور وأهلها، وفي العام 1434هـ تم ترقية مركز عقلة الصقور الإداري إلى محافظة وتم تعيين الأستاذ سليمان بن علي الفوزان محافظاً وبقي الوضع الإداري كما هو بالنسبة لاختصاص مركز هجرة عقلة الصقور بشئون البلد والأهالي مع تغيير المسمّى إلى مركز العقلة بدلاً من هجرة عقلة الصقور.

## الموقع الجغرافي
تقع عقلة الصقور على خط الطول 42.12.250 وخط العرض 25.49.400 في الجهة الغربية من منطقة القصيم وتبعد عن مدينة بريدة حوالي 220 كلم وترتفع عن سطح البحر بمقدار 731م وتقع على طريق القصيم- المدينة المنورة وتعتبر بوابة القصيم الغربية وتتميز بتوسطها بين مجموعة من المراكز والقرى والهجر وهي قريبة من حدود منطقة حائل وكذلك منطقة المدينة المنورة وتتميز بقربها من جبال قطن السياحية وقربها من منجم الذهب (الصخيبرات) وكذلك جبل طمية المشهور كما يخترقها وادي الرمة الذي يعتبر من أكبر أودية المملكة وتتميز بقدم تاريخها.

## أهميتها
تتميز عقلة الصقور بموقعها الهام وذلك لوقوعها في منتصف المسافة بين منطقة القصيم والمدينة على طريق الحجاج كما أن بعدها عن المدن الرئيسية جعلها إحدى أكبر المراكز في غرب القصيم _ ويمر بها الكثير من حجاج البر القادمين من دول الخليج العربي والدول المجاورة. وهي أكبر تجمع سكاني في غرب منطقة القصيم وعندها يقطع وادي الرمة طريق الملك عبد العزيز (القصيم / المدينة سابقاً).
وتقع على ارتفاع 795 متراً فوق مستوى سطح البحر وتقع الأودية على ارتفاع أقل.

## النشاط السكاني
نظراً لتميز موقع عقلة الصقور فقد أصبحت مركزاً تجارياً هاماً حيث يقصدها سكان القرى المجاورة لسد احتياجاتهم ومتطلباتهم الحياتية المختلفة وعدد القرى والهجر التابعة لخدمات عقلة الصقور 36 قرية وهجرة النشاط الزراعي محدود جداً نظراً لندرة المياه حيث تقع عقلة الصقور في الدرع العربي ويقتصر النشاط الزراعي على مزارع قليلة تقع على ضفاف وادي الرمة. ويزدهر النشاط الرعوي حيث يمتهن الكثير من أهالي المنطقة تربية الماشية.

## السكان
يبلغ عدد سكان عقلة الصقور حوالى "9717" ألف نسمة ويبلغ إجمالي عدد السكان بالمنطقة حوالى "20805" ألف نسمة سكانها يعملون في أنشطة مختلفة أهمها الوظائف الحكومية «العسكرية والمدنية» والنشاط التجاري وتربية الماشية.

## الثروة المعدنية
يقع إلى الجنوب الغربي من عقلة الصقور وعلى مسافة 60 كم منجم الذهب الصخيبرات بالقرب من جبل طمية وتشير الآثار الموجودة إلى أن المنجم تم اكتشافه في عهد الخليفة العباسي هارون الرشيد ويوجد موقعين آخرين للذهب بالقرب من مركز النقرة ومركز الطرفاوي

## النشاط العمراني
تشهد عقلة الصقور نمواً عمراني واسعاً بفضل الدعم الذي تقدمه الحكومة للمواطنين عبر صندوق التنمية العقارية.